# Monastère de Sighișoara
L'église du monastère de Sighișoara en Transylvanie, en Roumanie, fait partie du centre historique ("château") de la ville, classée au patrimoine mondial de l'UNESCO depuis 1999. L'ancienne église du monastère dominicain et aujourd'hui église paroissiale protestante a  remplacé un ancien édifice du XIIIe siècle. Elle a été construite dans le style gothique entre 1492 et 1515.

## Histoire
Le monastère dominicain a été mentionné pour la première fois en 1298 dans une lettre d'indulgence du pape Boniface VIII ; à cette époque, il y avait déjà une église dédiée à Marie. De 1492 à 1515, elle a été transformée en une église-halle à trois nefs. En 1556, le monastère est dissous et la propriété sécularisée. En 1676 un incendie détruisit l'église, de 1678 à 1679 elle fut reconstruite dans le style baroque et reçut des galeries latérales. En 1723, le monastère a été remis à l'ordre franciscain par ordre de l'administration des Habsbourg. En 1886, le monastère a été démoli et le bâtiment actuel de la préfecture a été construit à sa place. En 1928-1929 l'église a été rénovée.